# Metropolitano de Singapura
O sistema Mass Rapid Transit, conhecido localmente pela sigla MRT, é um sistema de metropolitano em Singapura e o principal meio de transporte ferroviário do país insular. Após duas décadas de planejamento, o sistema iniciou suas operações em novembro de 1987 com um trecho inicial 6 quilômetros composto por cinco estações. Desde então, a rede cresceu para abranger toda a extensão da ilha principal do país – com exceção do núcleo florestal e da região rural do noroeste – de acordo com o objetivo de Singapura de desenvolver uma rede ferroviária abrangente como espinha dorsal do sistema de transporte público do país, com uma média de de 3,41 milhões passageiros diários em 2024.
A rede do MRT abrange aproximadamente 242,6 quilômetros de rotas com separação de nível em bitola padrão. Em 2024, havia 143 estações operacionais dispersas em seis linhas operacionais dispostas em uma topologia circular-radial. Mais duas linhas e 44 estações estão em construção, além de obras de extensão em andamento nas linhas existentes, o que dobrará o comprimento da rede para cerca de 460 quilômetros até 2040. Estão em curso estudos adicionais sobre potenciais novos alinhamentos e linhas, bem como estações de enchimento no Plano Diretor de Transportes Terrestres 2040 da Autoridade de Transportes Terrestres (LTA). A rede ferroviária pesada em toda a ilha faz intercâmbio com uma série de redes de trânsito guiadas automatizadas localizadas em cidades suburbanas selecionadas — conhecidas coletivamente como sistema de transporte ferroviário leve (LRT) — que, juntamente com os ônibus públicos, complementam a linha principal, fornecendo uma ligação de último quilômetro entre as estações MRT e os conjuntos habitacionais públicos HDB.
O MRT é o sistema de metrô mais antigo, movimentado e abrangente do Sudeste Asiático. As despesas de capital na sua infraestrutura ferroviária atingiram um valor acumulado de 150 bilhões de dólares de Singapura em 2021, tornando a rede uma das mais dispendiosas do mundo, tanto por quilômetro como em termos absolutos. O MRT é totalmente automatizado e possui um amplo sistema de trânsito rápido sem condutor.
Obras de renovação de ativos são realizadas periodicamente para modernizar a rede e garantir sua confiabilidade contínua; todas as estações contam com portas de tela na plataforma, conectividade Wi-Fi, elevadores, controle climático e recursos de acessibilidade, entre outros. Grande parte da rede inicial é elevada acima do solo em viadutos de concreto, com uma pequena parte correndo ao nível do solo; as linhas mais novas são em grande parte subterrâneas, incorporando várias das mais longas seções de túneis de metrô contínuos do mundo. Várias estações subterrâneas também funcionam como abrigos antiaéreos especialmente construídos sob a autoridade operacional da Força de Defesa Civil de Singapura; essas estações incorporam caixas de estação de nível profundo moldadas com concreto endurecido e portas antiaéreas feitas de aço reforçado para suportar munições aéreas e químicas convencionais.